# Cá thể alpha

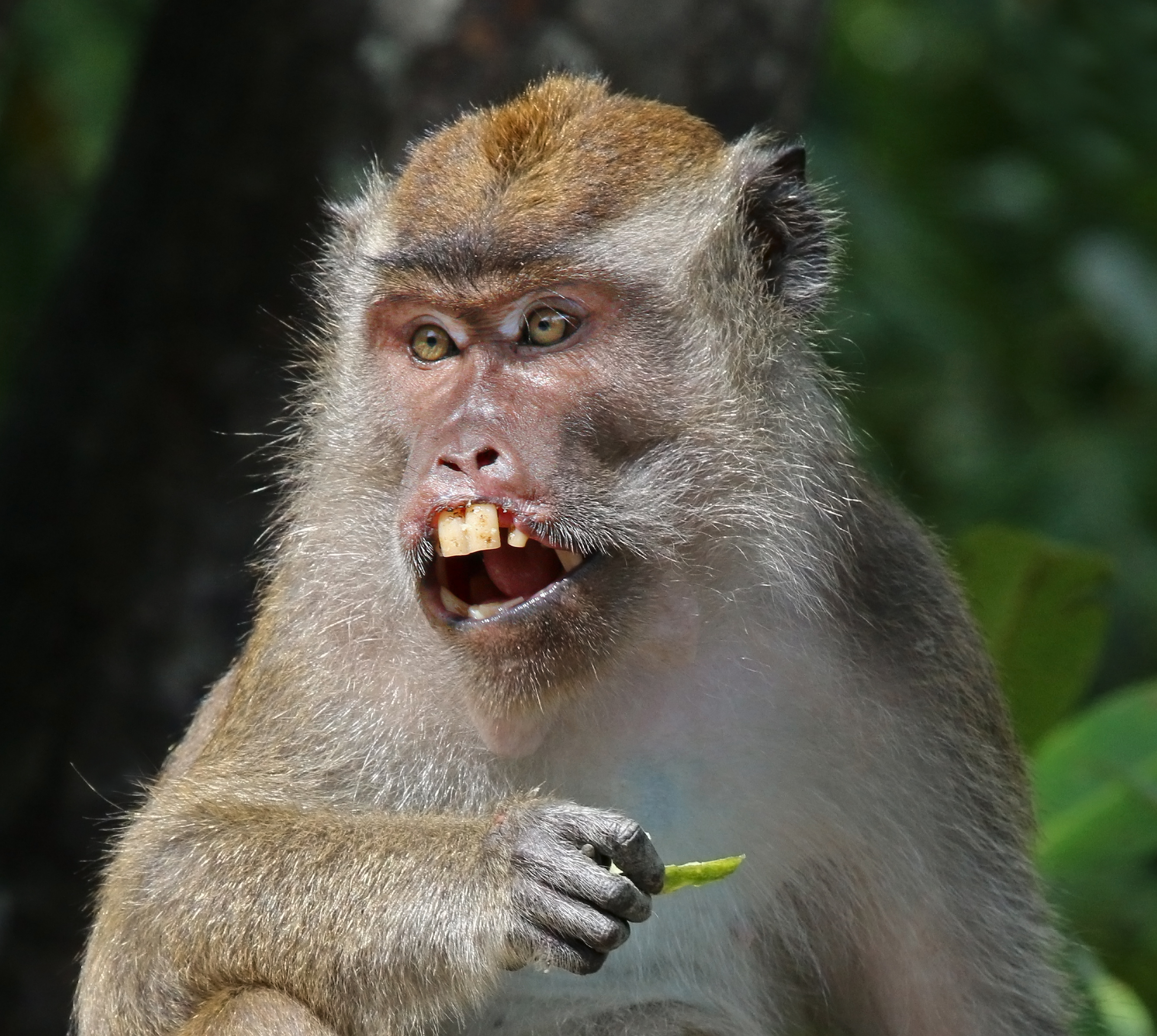
Một con khỉ chúa

Cá thể alpha (hoặc cá thể đứng đầu, cá thể nổi trội hoặc cá thể ưu thế) là thuật ngữ sinh học để chỉ về vị thế của một cá thể trong một bầy đàn ở các động vật xã hội. Theo đó cá thể này có vị thế đứng đầu trong đàn và được hưởng nhiều đặc quyền. Con đực, con cái hay cả hai đều có thể là cá thể alpha, tùy thuộc vào từng loài (ví dụ ở tinh tinh hoặc sói xám thì những con đực sẽ là Alpha male, còn ở linh cẩu thì con cái mới là alpha). Trong trường hợp một con đực và một con cái thực hiện vai trò này với nhau, đôi khi chúng được gọi là các cặp alpha.
Các động vật khác trong nhóm xã hội cùng có thể biểu hiện hành vi cấp dưới loài cụ thể tôn kính đối với alpha hoặc các cá thể đẳng cấp cao hơn. Những cá thể ưu thế Alpha thường được ưu tiên khi được các cá thể khác nhường thức ăn hoặc được quyền tiếp cận và tán tỉnh, ve vẫn bạn tình. Những cá thể Alpha có thể đạt được vị thế của mình bằng sức mạnh của bản thân để đứng vào hàng ngũ cấp trên và xâm lược, hoặc thông qua những nỗ lực giao tiếp và xây dựng các liên minh trong nhóm. Các cá thể có thứ bậc cao đôi khi thay đổi, thường là thông qua một cuộc chiến giữa chúng và một cá thể cấp dưới, trong một cuộc chiến đấu có thể gây tổn thương hoặc có thể dẫn đến cái chết.